# Shashe Bridge
Shashe Bridge est une ville du Botswana.